# José Luis Areta
José Luis Areta Vélez (Pamplona, 13 giugno 1933 – Siviglia, 29 giugno 2011) è stato un calciatore spagnolo, di ruolo attaccante.

## Biografia
Anche i suoi fratelli Esteban Areta e Serafín Areta sono stati calciatori professionisti. Per questo motivo era noto anche come Areta III.

## Carriera
Con l'Osasuna vinse un Segunda División. Ha giocato gran parte della sua carriera con la maglia del Siviglia.

## Palmarès

### Competizioni nazionali
- Segunda División (Spagna): 1

Osasuna: 1955-1956